# Lövänget
Lövänget är en bebyggelse vid västra stranden av Toftan i Sundborns socken  i Falu kommun. Mellan 2015 och 2023 avgränsade SCB här en småort.